# Agallia camphorosmatis
Agallia camphorosmatis är en insektsart som beskrevs av Alexander Fyodorovich Emeljanov 1964. Agallia camphorosmatis ingår i släktet Agallia och familjen dvärgstritar. Utöver nominatformen finns också underarten A. c. urdensis.